# El Perdigón
El Perdigón es un municipio y lugar español de la provincia de Zamora, en la comunidad autónoma de Castilla y León.
El municipio está formado por las localidades de El Perdigón, San Marcial y Tardobispo, la primera de ellas como cabecera municipal. El municipio es especialmente conocido por sus numerosas bodegas subterráneas, algunas de ellas abiertas al público como bares o restaurantes. La iglesia parroquial de San Félix alberga en su interior el valioso sepulcro del chantre Pedro López de Peralta y un notable conjunto de tablas góticas.

## Toponimia
Puede proponerse la vinculación al latín pĕtra- (piedra), con sufijo expresivo *petrĭcone-, que muestra el mismo elemento de enlace o interfijo –eg– que pedregal o pedregoso. No es descartable analizar el término como resultado de una segunda sufijación –one- sobre un primer sufijo de carácter autóctono prelatino. Sin embargo, de este hipotético sufijo inicial en –eku– no quedan rastros en que se aplique aisladamente a pĕtra, a diferencia de lo que ocurre con el sufijo –occu– latente en los topónimos asturianos Pedroco, El Pedrueco, y los portugueses Pedrogo, Pedrógão, Pedrógãos. En cualquier caso, la evolución desde un *pedregón (piedra grande) hasta Perdigón habrá sido facilitada por atracción al apelativo común perdigón pollo de perdiz. Es prácticamente descartable que el origen del pueblo esté en la simple referencia a la perdiz (por ejemplo, aludiendo al sitio donde se pone a una perdiz enjaulada para la caza con reclamo), hecho toponímicamente insignificante. Puede pensarse, a juzgar por la aplicación toponímica de los ejemplos aducidos, que Perdigón hace referencia a una piedra singular, probablemente arqueológica: un marco o piedra divisoria, un menhir, un miliario. En el pueblo salmantino de Calzada de Valdunciel se repite este mismo topónimo, El Perdigón, aplicado a un paraje cercano al trazado de la antigua vía de la Plata; la explicación de este topónimo menor será la misma. Idéntico origen habrán de tener topónimos menores similares, como sendos parajes llamados El Perdigón, en Trabanca y en Valladolid, que están ubicados en la raya de sus respectivos términos municipales, probablemente alusivos a una piedra de marco jurisdiccional.

## Geografía
Limita al norte con Entrala y Tardobispo, al sur con Casaseca de Campeán, al este con Morales del Vino y al oeste con San Marcial.

## Historia
Durante la Edad Media la localidad quedó integrada en el reino de León, siendo repoblada por sus monarcas.
Posteriormente, El Perdigón estuvo muy ligado a la figura del Vizconde de Garcigrande, Pedro López de Peralta, que posee una capilla en la iglesia fundada en 1520. En esta época, y a lo largo de toda la Edad Moderna, la localidad formó parte del Partido del Vino de la provincia de Zamora, tal y como reflejaba en 1773 Tomás López en Mapa de la Provincia de Zamora.
Así, al reestructurarse las provincias y crearse las actuales en 1833, la localidad se mantuvo en la provincia zamorana, dentro de la Región Leonesa, integrándose en 1834 en el partido judicial de Zamora.
A lo largo de los siglos XIX y XX El Perdigón tuvo un carácter industrial, propiciado por la presencia de la vía de ferrocarril que unía Zamora y Salamanca, hoy fuera de uso.  El Diccionario de Madoz (1845-1850) da constancia de este pasado industrial:

Perdigón: Lugar con ayuntamiento en la provincia de Zamora [...] Tiene 380 casas; la consistorial y cárcel; un palacio, propiedad del vizconde de Garcigrande; escuela de primeras letras [...] a que asisten 100 niños de ambos sexos; iglesia parroquial (San Félix) [...] cementerio y medianas aguas potables. Circunvalan la población más de 20 000 árboles frutales. [...] El terreno es de superior calidad en su mayor parte, pero de secano. [...] Producción: granos, vino, garbanzos y otras legumbres y frutas; cría ganado vacuno y mular con especialidad, y caza de liebres y perdices. Industria: varios tejares, de donde salen los ladrillos, tejas y baldosas que se consumen en la capital y muchos de los pueblos limítrofes. Población: 211 vecinos, 853 almas
Diccionario de Madoz

Cabe destacar la Fábrica de tejas y ladrillos San Antonio, fundada a comienzos del siglo XX por el industrial Julio Alonso Santos y que se mantuvo en funcionamiento hasta el último tercio del siglo. Esta fábrica fue la primera tejera industrial de la provincia de Zamora y nutrió de ladrillos a buena parte de la provincia y áreas limítrofes. Junto a la antigua estación de ferrocarril aún pueden verse los restos de esta antigua fábrica, destacando sus dos chimeneas.
En la actualidad aún se mantiene una fábrica de aguardientes y otra de cerámica. Finalmente, en 1970, el antiguo municipio de San Marcial se integró en el de El Perdigón, haciendo lo propio el de Tardobispo en 1976.

## Geografía humana

### Demografía
Cuenta con una población de 650 habitantes (INE 2024).
| Gráfica de evolución demográfica de El Perdigón entre 1842 y 2021 |
| |
| Población de derecho según los censos de población del INE Población de hecho según los censos de población del INEEntre el censo de 1970 y el anterior, crece el término del municipio porque incorpora a 49527 (San Marcial) Entre el censo de 1981 y el anterior, crece el término del municipio porque incorpora a 49217 (Tardobispo) |

### Transportes

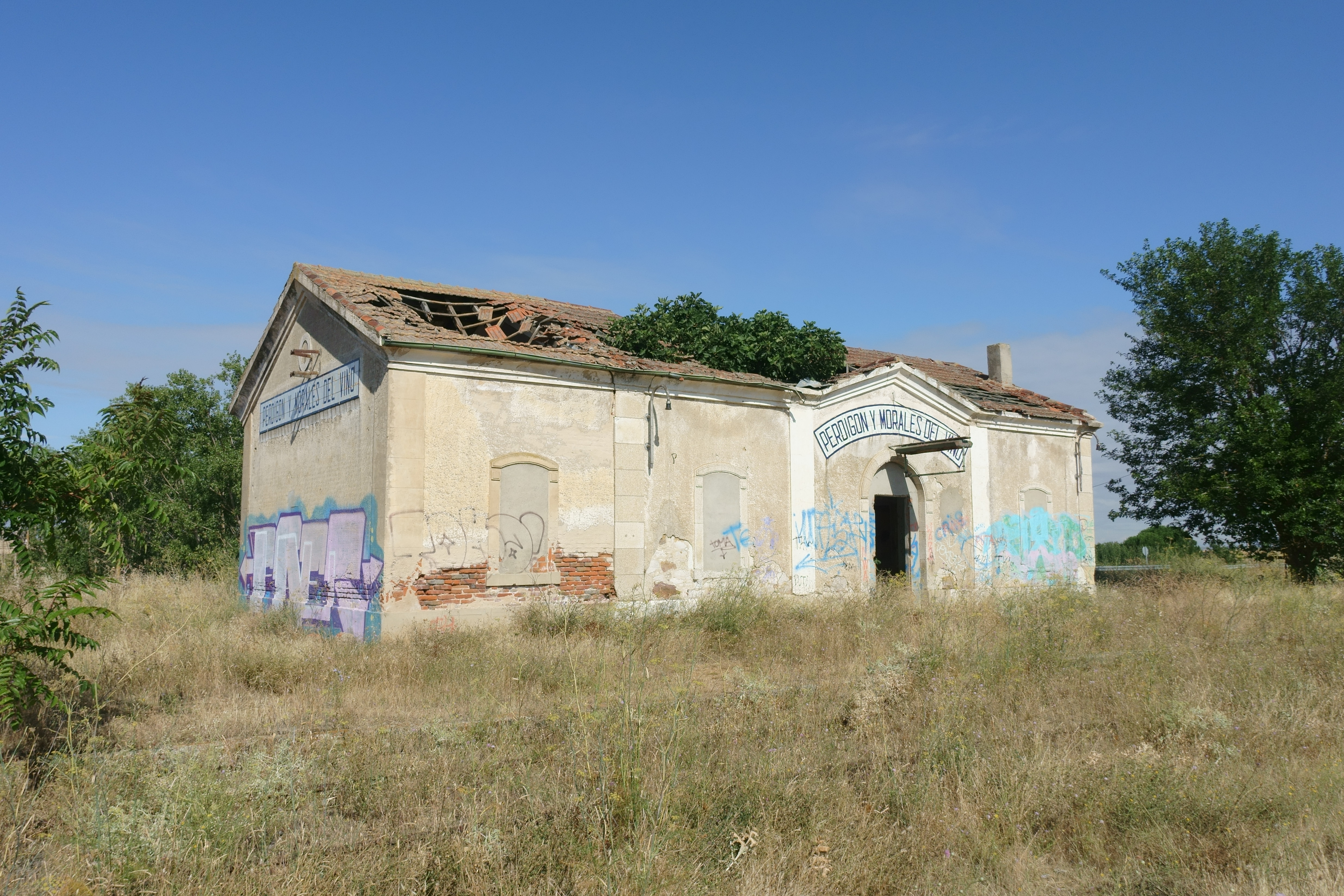
Antigua estación de ferrocarril de la línea Plasencia-Astorga

Atraviesa el municipio la carretera nacional N-630 que une Gijón con Sevilla así como con la autovía Ruta de la Plata, de igual recorrido que la anterior y que constituye el principal eje de transportes del oeste del país, contando ambas con un acceso desde la localidad, compartido con Cazurra. 
En cuanto al transporte público se refiere, tras el cierre del Ferrocarril Ruta de la Plata, que pasaba por el municipio y tenía parada en el mismo, compartida con Morales del Vino, no existen servicios de tren en el municipio ni en los vecinos, ni tampoco línea regular con servicio de autobús, siendo las estaciones más cercanas las de Zamora capital. Por otro lado el aeropuerto de Salamanca es el más cercano, estando a unos 75 km de distancia.

## Símbolos

Escudo de El Perdigón

### Escudo
Escudo Cortado y Medio Partido: 1.º– De plata, perdigón de gules, acompañado de tres cruces de gules. 2.º– De oro, racimo de uvas de sinople. 3.º– De gules, jarra de plata. Al timbre corona real cerrada.

### Bandera
Bandera Rectangular, de proporciones 2:3, formada por un paño blanco con un perdigón rojo en el centro y tres cruces rojas.

## Cultura

### Patrimonio

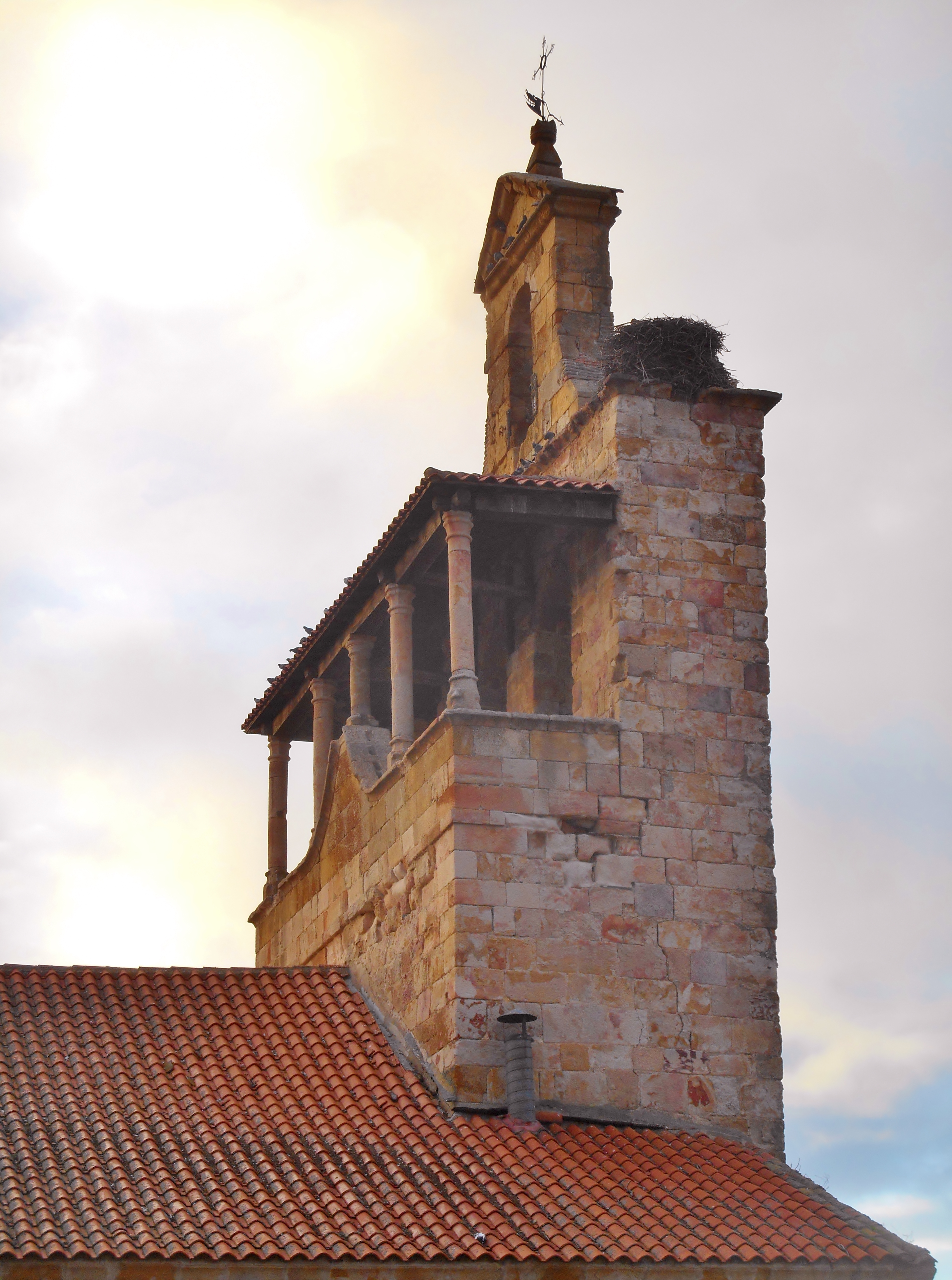
Iglesia de San Félix

La iglesia parroquial de San Félix está datada en el siglo XVI, y guarda en su interior un destacado retablo mayor barroco conformado por 17 tablas góticas de buena factura. Hay también un sepulcro renacentista y una capilla que acoge al chantre Pedro López de Peralta. Popularmente se le conoce como El Conde, aunque fuera en realidad Vizconde de Garcigrande, siendo su capilla fundada en 1520. Hay también en el templo un friso con una inscripción gótica del XV, así como una imagen de madera de La Virgen del XVI. El retablo de la capilla es de estilo alemán, del siglo XV.
Sin duda lo que más fama da al pueblo son sus bodegas, unas de las más conocidas y numerosas de la comarca de la Tierra del Vino. Algunas de ellas además están abiertas al público como bares o restaurantes.
Existen varias casas blasonadas y de bellas fachadas de piedra en el pueblo.

### Gastronomía
En esta localidad las especialidades a la brasa encabezan los menús de las numerosas bodegas: churrasco, chuletillas de cordero, solomillos y chuletas conviven con embutidos y con productos en general derivados de la matanza del cerdo y vinos de la tierra.

### Fiestas
El 3 de febrero se celebran las fiestas patronales en honor a San Blas, que son organizadas por los quintos del pueblo. Asimismo, el Viernes Santo hay una original procesión en la que las imágenes desfilan por el pueblo que al anochecer enciende hogueras en las puertas de las casas.